# Klaasje van der Wal
Klaasje van der Wal (Den Haag, 1 februari 1949 – 12 februari 2018) was een Nederlands gitarist en bassist. Hij verkreeg bekendheid als de bassist van de band Shocking Blue.

## Biografie
Van der Wal werd geboren als oudste zoon van een hoofdagent en groeide op in Den Haag in de Zuiderparkbuurt. Op tienjarige leeftijd kreeg hij zijn eerste gitaar. Na de lagere school ging hij naar de Zuiderpark HBS waar hij een schoolband oprichtte geïnspireerd op bekende Indorockgroepen en The Beatles. Hiermee trad hij op school op maar ook op feesten op de destijds bekende rolschaatsbaan De Marathon. Met behulp van zijn handenarbeidleraar op de HBS bouwde hij zijn eerste elektrische gitaar. Toen hij door de schoolleiding voor de keuze werd gesteld om zijn lange haar af te knippen of van school te gaan, koos hij voor het laatste en behaalde in 1967 zijn Mulo B-diploma.

## Eerste bands
In het najaar van 1965 formeerde hij samen met Lagor Waard, Hans van Oosterhout, Johnny Bakker en drummer Beer Klaasse de band The Kick. Met een rauwe rockachtige protoversie van punkachtige muziek werd bekendheid in Den Haag verkregen. Na drie maanden werd de band ontbonden omdat verdere boekingen uitbleven. Hierna werd Van der Wal gevraagd door Fritz Al om als sologitarist de bestaande band The Davies te versterken. Hiermee stond hij in het voorprogramma van Small Faces, Manfred Mann en The Who die destijds in Nederland optraden. The Davies waren gedurende 1966 en 1967 populair in de Haagse regio.

## Shocking Blue
In mei 1967 werd gitarist Van der Wal door impresario Jacques Senf en gitarist Robbie van Leeuwen van de destijds befaamde Haagse band The Motions benaderd als basgitarist voor een nieuw te formeren band. Van der Wal bedacht de bandnaam, Shocking Blue. De eerste single, Love Is in the Air (Polydor, 1967) werd matig ontvangen. Bij Polydor werd ook een lp uitgebracht. Na de overstap naar het Pink Elephant-label van Dureco werd de tweede single Lucy Brown Is Back in Town een Top 20-hit. Toen zanger Fred de Wilde in 1968 zijn dienstplicht moest vervullen, werd hij vervangen door de zangeres Mariska Veres. In deze samenstelling volgden vele hits in Nederland als Send Me a Postcard (nummer 11 in de hitparade in 1968), Long and Lonesome Road (nr. 17, 1969), Venus (nr. 3, 1969), Mighty Joe (nr. 1, 1969) en Never Marry a Railroad Man (nr. 1, 1970). Venus werd een wereldwijde hit en leidde tot vele internationale tournees. In februari 1970 kwam het nummer op de eerste plaats in de Amerikaanse hitlijst en volgde een tournee van zes weken. Na een tournee in Japan in 1971 verliet Van der Wal de band. Hij werd opgevolgd door Henk Smitskamp.

## Latere jaren
Van der Wal koos voor zijn gezin en ging werken in het bedrijfsleven bij AKZO, en later bij de Immigratie- en Naturalisatiedienst. In 1972 formeerde hij nog de band Antilope waarmee hij tot 1974 drie singles uitbracht en optrad in Nederland en Duitsland.

## Personalia
Van der Wal was getrouwd en vader van een dochter. In 2010 overleed zijn vrouw Monique en zes jaar later zijn dochter Sandy. Hij hertrouwde kort voor zijn dood en overleed op 69-jarige leeftijd, na een ziekbed van enkele weken.